# Kohleria gigantea
Kohleria gigantea là một loài thực vật có hoa trong họ Tai voi. Loài này được (Planch.) Fritsch mô tả khoa học đầu tiên năm 1894.